# Ťi Teng-kchuej
Ťi Teng-kchuej (čínsky pchin-jinem Jǐ Dēngkuí, znaky zjednodušené 纪登奎, tradiční 紀登奎; 17. března 1923 — 13. července 1988) byl čínský komunistický politik, zprvu regionální politik v Che-nanu byl koncem 60. let Mao Ce-tungem vyzdvižen do vysokých funkcí, kandidát (1969–1973) a člen (1973–1980) politbyra ústředního výboru Komunistické strany Číny, místopředseda vlády (1975–1980). Patřil mezi stoupence kulturní revoluce, kteří od počátku 70. let konsolidovali zemi, ve vedení strany odpovídal za organizační a personální otázky. Roku 1976 se s Maovým nástupcem Chua Kuo-fengem a většinou politbyra postavil proti levicovým radikálům (gang čtyř). S dalšími stoupenci Chua Kuo-fenga byl roku 1980 pod tlakem skupiny kolem Teng Siao-pchinga odvolán z funkcí.

## Život
Ťi Teng-kchuej se narodil 17. března 1923 v okrese Wu-siang na jihovýchodě provincie Šan-si. Po vypuknutí druhé čínsko-japonské války v roce 1937 se ještě před dovršením 15 let zapojil do protijaponského odboje a následujícího roku vstoupil do Komunistické strany Číny. Během protijaponské války a následné čínské občanské války působil v různých stranických funkcích včetně stranického tajemníka okresu Lu-šan v provincii Che-nan. Přestože se během válek účastnil některých bitev, upřímně přiznal, že má jen malé vojenské zkušenosti, a to i poté, co ho Mao Ce-tung v 70. letech 20. století prosadil do nejvyšších vojenských funkcí.
Po vítězství komunistické strany v občanské válce a vzniku Čínské lidové republiky v roce 1949 Ťi nadále působil jako místní stranický funkcionář v Che-nanu. V roce 1951 se poprvé setkal s Maem během Maovy cesty po Che-nanu. Ťi, tehdy zástupce tajemníka výboru KS Číny prefektury Sü-čchang, si údajně získal Maovu přízeň tím, že na Maovy otázky odpovídal přímo a upřímně přiznal, že během komunistické revoluce omylem zabil nevinné lidi. Mao jeho práci pochválil a Ťi byl brzy povýšen na stranického tajemníka Sü-čchang, a to ve věku pouhých 28 let. Během Velkého skoku (1958-1961) působil jako stranický tajemník prefektury Luo-jang. Vyhnul se provádění katastrofické politiky jiných místních funkcionářů, která v Che-nanu způsobila rozsáhlý hladomor, zejména v prefektuře Sin-jang, v níž zemřelo hlady více než milion lidí. Naopak v Luo-jangu jich zemřelo jen málo. Mao Ce-tung navštívil Che-nan před začátkem kulturní revoluce více než desetkrát a kdykoli byl v provincii, povolal Ťi Teng-kchuej k podání zprávy. Ačkoli byl Mao o třicet let starší než Ťi, veřejně o něm mluvil jako o svém „starém příteli“.
Když v roce 1966 vypukla kulturní revoluce, byl Ťi zástupcem tajemníka provinčního výboru KS Číny stal se místopředsedou výboru pro kulturní revoluci v Che-nanu, tedy fakticky zástupcem předsedy provinční vlády. Když se v lednu 1967 Čínou přehnala tzv. lednová bouře, Čína upadla do anarchie a radikální frakce Rudých gard se zmocnily mnoha místních vlád, včetně té v Che-nanu. Ťi byl povstalci šest měsíců vězněn. V červenci 1967 byl však propuštěn a roku 1968 jmenován místopředsedou chenanského revolučního výboru. Předpokládalo se, že k propuštění částečně přispěly jeho vztahy s Maem.
V roce 1969 byl na IX. sjezdu KS Číny zvolen členem ústředního výboru a na prvním zasedání ÚV na závěr sjezdu i kandidátem politbyra. Jako jeden z Maových věrných stoupenců se v dubnu 1971 stal členem pracovní skupiny ústřední vojenské komise, skupiny dvanácti vojáků a politiků, kteří řídili ozbrojené síly státu. Ve vedení ústřední vojenské komise působil do února 1975. V říjnu 1972 byl také jmenován politickým komisařem Pekingského vojenského okruhu (do září 1977, jako nástupce na jaře zemřelého Sie Fu-č’a). Na X. sjezdu KS Číny byl zvolen již členem politbyra, roku 1974 se podílel na organizaci a konsolidaci strany, v lednu 1975 byl při sestavování nové vlády jmenován jejím místopředsedou, ve vládě odpovídal za každodenní řízení vlády (s Li Sien-nienem a Chua Kuo-fengem, celkové řízení vlády měl na starosti Teng Siao-pching, který zastupoval nemocného premiéra Čou En-laje.), personální otázky (analogicky odpovídal za organizaci a personální otázky v politbyru při řízení strany) a záležitosti práce a mezd. Od roku 1976 řídil i zemědělství. Začátkem roku 1979 odpovědnost za zemědělství předal Wang Žen-čungovi, v prosinci 1978 jmenovanému místopředsedou vlády. Od června 1978 do ledna 1980 předsedal politické a právní skupině ústředního výboru.
Po Maově smrti v roce 1976 podpořil Maova nástupce Chua Kuo-fenga a pomohl Chuovi zatknout takzvaný „gang čtyř“, levicové radikály v politbyru. V rámci akcí proti gangu čtyř měl na starosti převzetí médií, která radikálové do svého svržení ovládali. Na XI. sjezdu KS Číny roku 1977 byl potvrzen v politbyru.
Ťi Teng-chuej patřil ke členům politbyra, kteří měli dobré vztahy s Chua Kuo-fengem; když se Teng Siao-pching rozhodl převzít vedení strany a země, postavil se nejdříve proti Chuovým stoupencům. Od roku 1978 se tak Ťi stal terčem kritiky za svou činnost v období kulturní revoluce, a nakonec byl společně s Wang Tung-singem, Wu Tem a Čchen Si-lienem v únoru 1980 odvolán z politbyra, v dubnu 1980 byl odvolán z vlády.
Od roku 1982 pracoval ve Výzkumném centru pro rozvoj venkova. Zemřel v Pekingu 13. července 1988 na následky nemoci ve věku 65 let.